# Kaplica Ewangelicko-Augsburska w Bolesławcu
Kaplica Ewangelicko-Augsburska w Bolesławcu – była kaplica filialna Parafii Ewangelicko-Augsburskiej w Lubaniu, mieszcząca się w kamienicy przy ulicy Komuny Paryskiej 8 w Bolesławcu. Skupiała ewangelików z miasta Bolesławiec i jego okolic. Nabożeństwa odbywały się w niej regularnie zgodnie z porządkiem nabożeństw, w pierwszą niedzielę miesiąca. Wykorzystywana była do 2023.

## Historia
Po II wojnie światowej ewangelicy gromadzili się na nabożeństwach w kościele zamkowym w Bolesławcu, następnie w dawnym Domu Parafialnym Parafii Ewangelickiej przy kościele zamkowym, a po jego opuszczeniu w kaplicy zorganizowanej w kamienicy. W roku 2005 Bolesławiec stał się filiałem parafii z Lubania. W 2009 roku ukończono remont kaplicy, a 12 czerwca 2011 poświęcono nowy ołtarz. W 2023 zaprzestano jej użytkowania, a nabożeństwa od tej pory prowadzone są w budynku Domu Pomocy Społecznej przy ul. Piastów 17.